# Эндо, Хироки
Хироки Эндо (яп. 遠藤 浩輝 Эндо: Хироки, род. 3 ноября 1970 г. в преф. Акита) — мангака. Окончил Академию художеств Мусасино. Его детство прошло в Тохоку, а сейчас он живёт в Токио. Хотя изначально он собирался стать музыкантом, пилотом или актёром, но в возрасте 24-ти лет выбрал профессию мангаки. Его первая успешная сериализованная работа — Eden («Эдем»), публиковавшаяся в Afternoon c 1997 по 2008 год. Кроме этого издан сборник его синглов. На русском издан сборник работ автора под названием «Вороны, девочка и якудза».

## Список работ
- Eden: It’s an Endless World![англ.] (1997–2008) — научно-фантастическая, футуристическая, психологическая манга.
- Hiroki Endo's Tanpenshu (яп. 遠藤浩輝短編集 Эндо: Хироки Тампэнсю:) — сборник синглов автора, изданный двумя отдельными томами, в которые вошли произведения:
  - «The Crows, the Girl and the Yakuza»
  - «Because You’re Definitely a Cute Girl»
  - «For Those of Us Who Don’t Believe in God»
  - «Hang»
  - «High School Girl 2000»
  - «Platform»
  - «Boys Don’t Cry»